# USS Dallas (SSN-700)
Pour les autres navires du même nom, voir USS Dallas.
Le USS Dallas (SSN-700) est un sous-marin nucléaire d'attaque américain de classe Los Angeles nommé d'après la ville de Dallas au Texas.

## Histoire du service
Construit au chantier naval Electric Boat de Groton, il a été commissionné le 18 juillet 1981 et est désarmé le 5 décembre 2017 à la base de Kitsap-Bangor, dans l'État de Washington.
L'USS Dallas rentre à sa base de Groton (Connecticut), le 25 novembre 2013 à l’issue d'un ultime déploiement en Europe et au Moyen-Orient avant son retrait du service actif.

## Galerie

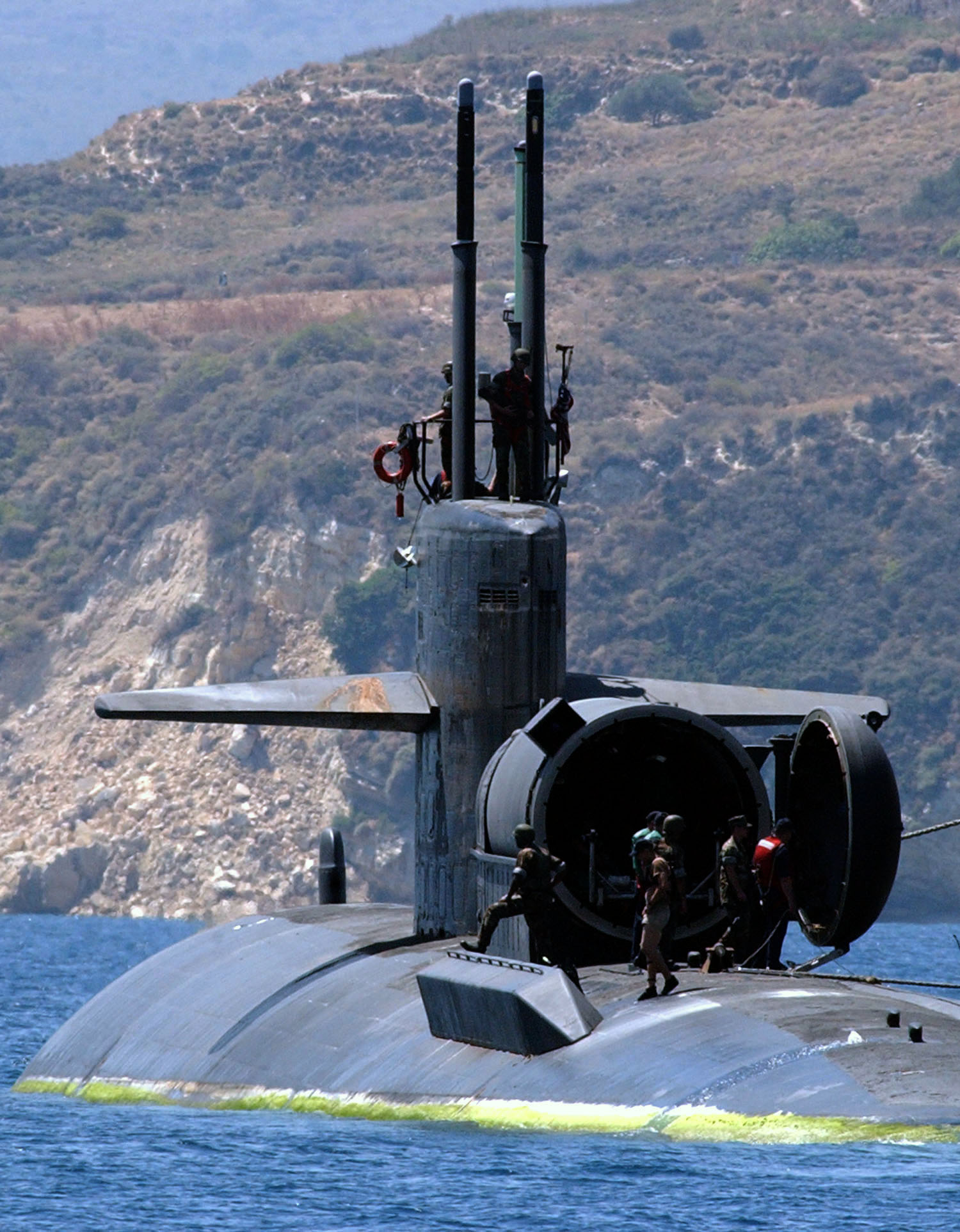
Valise sèche visible sur le sous-marin USS Dallas (SSN-700).
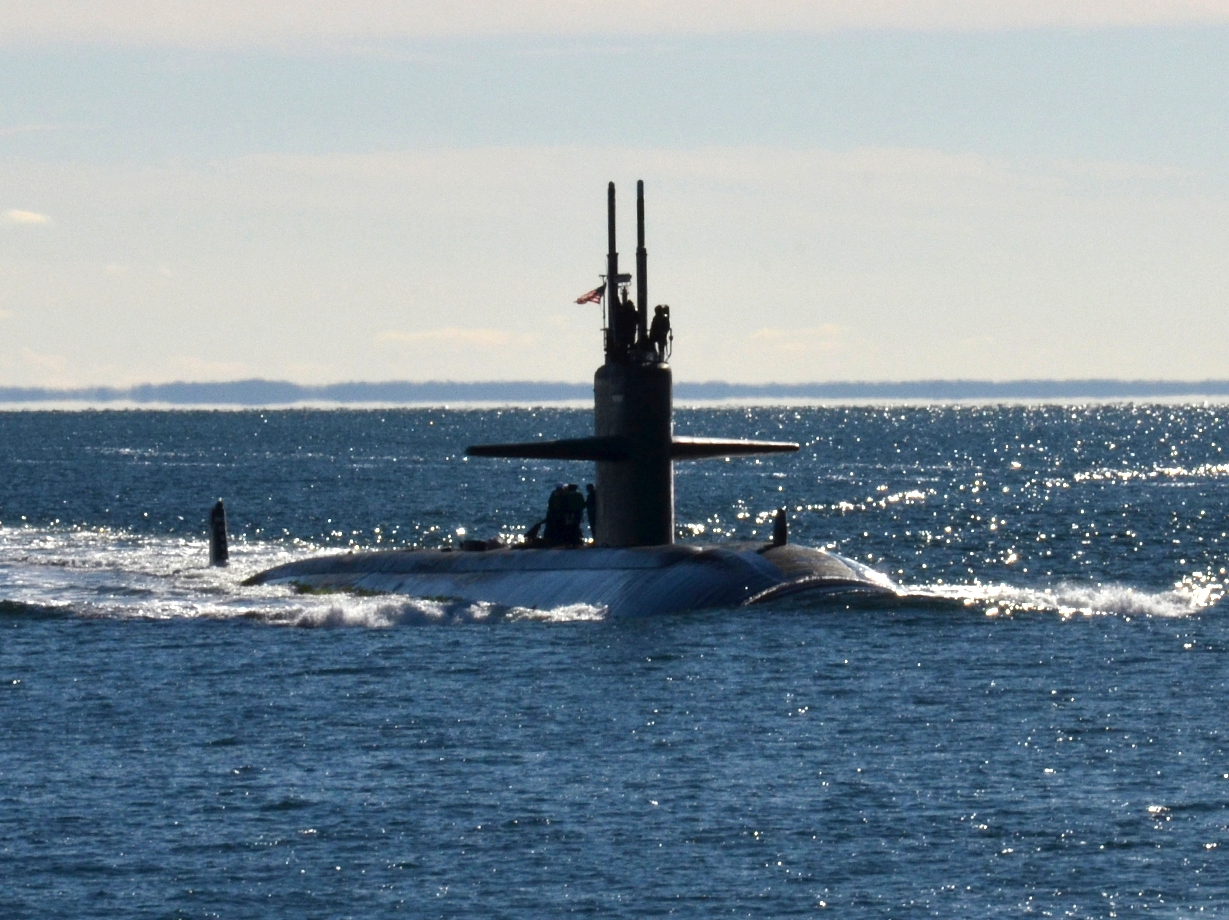
L'USS Dallas rentrant à la base navale de Groton (2013)
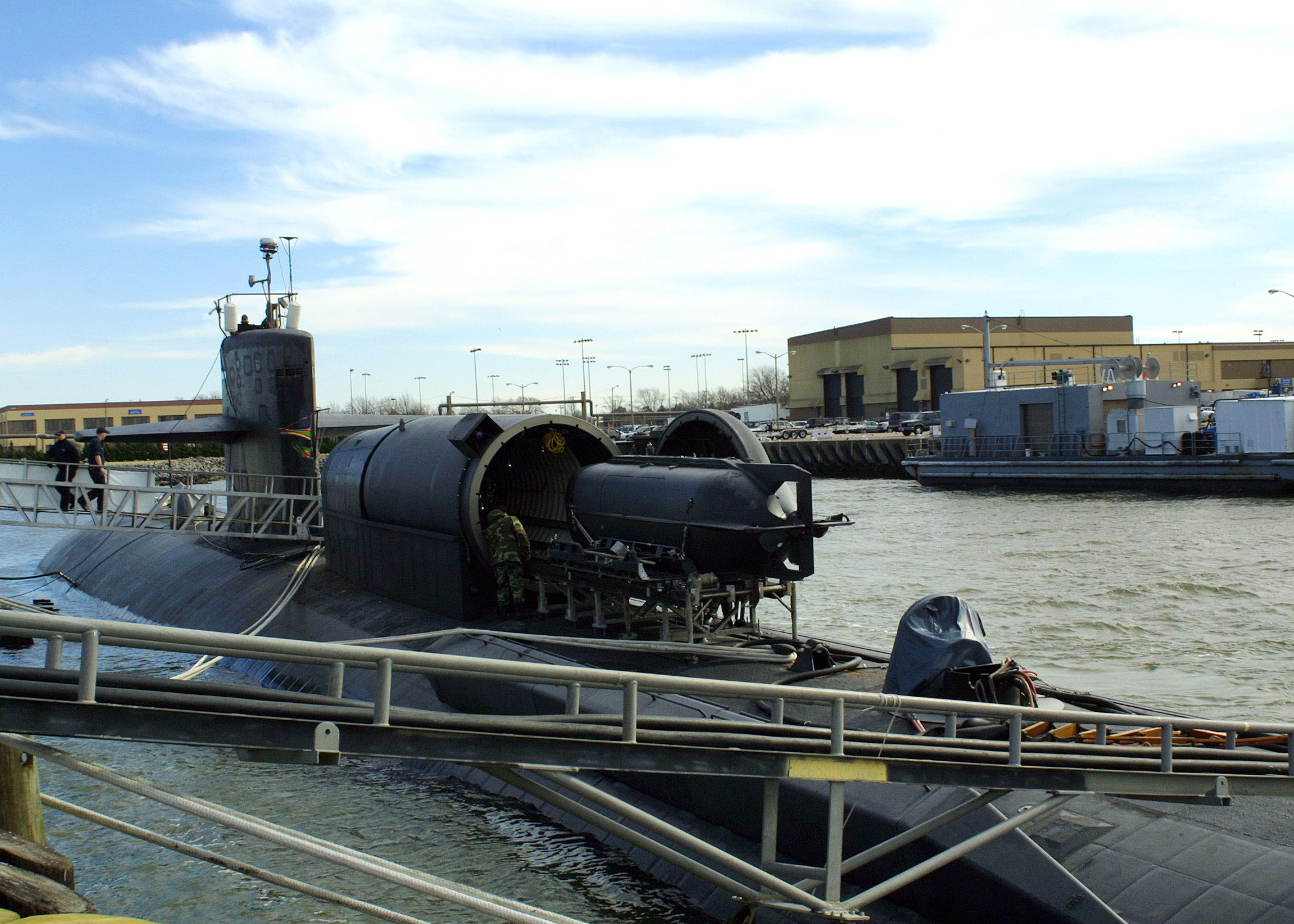
Un sous-marin de poche SEAL Delivery Vehicle en chargement dans la valise sèche du sous-marin américain USS Dallas (SSN-700)

## Culture populaire
- On retrouve l'USS Dallas dans le roman de Tom Clancy, Octobre Rouge, ainsi que son adaptation cinématographique, À la poursuite d'Octobre rouge[2].
- Dans le chapitre 1 du jeu-vidéo Duke Nukem 3D, l'USS Dallas permet au joueur de quitter le niveau « Death Row ».
- Dans le premier épisode de la saison 4 de Stargate SG-1, intitulé « Victoires Illusoires », l'USS Dallas a pour mission de torpiller le Corbeau, un sous-marin russe infesté par les Réplicateurs[3].
- L'USS Dallas apparait également dans le jeu vidéo Call of Duty: Modern Warfare 2, dans lequel il déploie un groupe de plongeurs aux côtés du joueur pour s'emparer d'une plate-forme pétrolière.

### Ouvrages
- (en) Jim Christley, US Nuclear Submarines : The Fast Attack, Osprey Publishing, 2007, 48 p. (ISBN 978-1-84603-168-7, OCLC 141383046)
- (en) Tom Clancy, Submarine : A Guided Tour Inside a Nuclear Warship, Berkley, 2002, 323 p. (ISBN 978-0-425-18300-7, OCLC 48749330)
- (en) John Gresham et Ian Westwell, Seapower, Edison, N.J., Chartwell Books, 2005, 256 p. (ISBN 0-7858-1792-1, OCLC 184983323)

### Ressources numériques
- (en) Mark L. Evans, « Dallas III (SSN-700) », sur Dictionary of American Naval Fighting Ships, département de la Marine, Naval History & Heritage Command, 30 octobre 2013 (consulté le 27 avril 2016).